# Gobierno de Cataluña 1995-1999
Es el gobierno de la Generalidad de Cataluña en el periodo 1995-1999, correspondiendo a la V legislatura parlamentaria del periodo democrático y sucedió al Gobierno de Cataluña 1992-1995.

## Cronología
Después de las elecciones del 17 de noviembre de 1995, la candidatura encabezada por Jordi Pujol de Convergencia y Unión obtiene una mayoría simple de 60 escaños frente a los 34 escaños obtenidos por  el Partido de los Socialistas de Cataluña de Joaquim Nadal. 
El 14 de diciembre de 1995  tiene lugar el debate de investidura y Jordi Pujol resultó elegido por quinta  vez consecutiva como Presidente de la Generalidad de Cataluña en segunda votación, al no contar con el apoyo de ningún otro partido. El resultado fue de 60 votos a favor de Convergencia y Unión, 11 en contra de  Iniciativa por Cataluña Verdes y 63 abstenciones de Partido de los Socialistas de Cataluña, Esquerra Republicana de Catalunya  y Partido Popular de Cataluña.

## Cambios en el gobierno
Jordi Pujol nombra su  gobierno el 11 de enero de 1996.
El cambio más destacado de esta legislatura es la unificación de las consejerías de Industria y Energía con las de Comercio, Consumo y Turismo para  formar una macro consejería, tan solo seis meses después de iniciar la  legislatura.
La otra reforma del  gobierno se va a producir en julio de 1997 y se va a mantener hasta al final de legislatura.

## Estructura del gobierno
|                                                                             |                                                                              |                                                                       |                                                                       |
| ← Gobierno de Jordi Pujol → (11 de enero de 1996 - 29 de noviembre de 1999) |                                                                              |                                                                       |                                                                       |
| Partido político                                                            |                                                                              | CiU                                                                   | CDC                                                                   |
| Partido político                                                            | UDC                                                                          | CiU                                                                   |                                                                       |
| Presidencia                                                                 |                                                                              |                                                                       |                                                                       |
| Presidencia de la Generalidad                                               |                                                                              | Jordi Pujol 11 de enero de 1996-29 de noviembre de 1999               | Jordi Pujol 11 de enero de 1996-29 de noviembre de 1999               |
| Consejerías                                                                 |                                                                              |                                                                       |                                                                       |
| Presidencia                                                                 |                                                                              | Xavier Trias 11 de enero de 1996-29 de noviembre de 1999              | Xavier Trias 11 de enero de 1996-29 de noviembre de 1999              |
| Gobernación                                                                 |                                                                              | Xavier Pomés i Abella 11 de enero de 1996-29 de noviembre de 1999     | Xavier Pomés i Abella 11 de enero de 1996-29 de noviembre de 1999     |
| Educación                                                                   |                                                                              | Joan Maria Pujals i Vallvé 11 de enero de 1996-7 de junio de 1996     | Joan Maria Pujals i Vallvé 11 de enero de 1996-7 de junio de 1996     |
| Educación                                                                   | Xavier Hernàndez Moreno 7 de junio de 1996-29 de noviembre de 1999           |                                                                       |                                                                       |
| Trabajo                                                                     |                                                                              | Ignasi Farreres i Bochaca 11 de enero de 1996-29 de noviembre de 1999 | Ignasi Farreres i Bochaca 11 de enero de 1996-29 de noviembre de 1999 |
| Justicia                                                                    |                                                                              | Núria de Gispert 11 de enero de 1996-29 de noviembre de 1999          | Núria de Gispert 11 de enero de 1996-29 de noviembre de 1999          |
| Industria y Energía                                                         |                                                                              | Antoni Subirà 11 de enero de 1996-7 de junio de 1996                  | Antoni Subirà 11 de enero de 1996-7 de junio de 1996                  |
| Industria y Energía                                                         | Se unifica con la consejería de Comercio, Consumo y Turismo                  |                                                                       |                                                                       |
| Economía y Finanzas                                                         |                                                                              | Macià Alavedra 11 de enero de 1996-30 de julio de 1997                | Macià Alavedra 11 de enero de 1996-30 de julio de 1997                |
| Economía y Finanzas                                                         | Artur Mas 30 de julio de 1997-29 de noviembre de 1999                        |                                                                       |                                                                       |
| Cultura                                                                     |                                                                              | Joan Guitart i Agell 11 de enero de 1996-7 de junio de 1996           | Joan Guitart i Agell 11 de enero de 1996-7 de junio de 1996           |
| Cultura                                                                     | Joan Maria Pujals i Vallvé 7 de junio de 1996-29 de noviembre de 1999        |                                                                       |                                                                       |
| Sanidad y Seguridad Social                                                  |                                                                              | Eduard Rius i Pey 11 de enero de 1996-29 de noviembre de 1999         | Eduard Rius i Pey 11 de enero de 1996-29 de noviembre de 1999         |
| Agricultura, Ganadería y Pesca                                              |                                                                              | Francesc Xavier Marimon 11 de enero de 1996-29 de noviembre de 1999   | Francesc Xavier Marimon 11 de enero de 1996-29 de noviembre de 1999   |
| Comercio, Consumo y Turismo                                                 |                                                                              | Lluís Alegre i Selga 11 de enero de 1996-7 de junio de 1996           | Lluís Alegre i Selga 11 de enero de 1996-7 de junio de 1996           |
| Comercio, Consumo y Turismo                                                 | Se unifica con la consejería de Industria y Energía                          |                                                                       |                                                                       |
| Política Territorial y Obras Públicas                                       |                                                                              | Artur Mas 11 de enero de 1996-30 de julio de 1997                     | Artur Mas 11 de enero de 1996-30 de julio de 1997                     |
| Política Territorial y Obras Públicas                                       | Pere Macias 30 de julio de 1997-29 de noviembre de 1999                      |                                                                       |                                                                       |
| Industria, Comercio y Turismo                                               |                                                                              | Antoni Subirà 7 de junio de 1996-29 de noviembre de 1999              | Antoni Subirà 7 de junio de 1996-29 de noviembre de 1999              |
| Bienestar Social                                                            |                                                                              | Antoni Comas i Baldellou 11 de enero de 1996-29 de noviembre de 1999  | Antoni Comas i Baldellou 11 de enero de 1996-29 de noviembre de 1999  |
| Medio Ambiente                                                              |                                                                              | Albert Vilalta 11 de enero de 1996-7 de junio de 1996                 | Albert Vilalta 11 de enero de 1996-7 de junio de 1996                 |
| Medio Ambiente                                                              | Pere Macias 7 de junio de 1996-30 de julio de 1997                           |                                                                       |                                                                       |
| Medio Ambiente                                                              | Joan Ignasi Puigdollers i Noblom 30 de julio de 1997-29 de noviembre de 1999 |                                                                       |                                                                       |